# Castillo de Ódena
El castillo de Ódena está situado en una colina de yesos que domina la cuenca de Ódena. Alrededor se extiende la población actual.

## Historia
La primera noticia documental del castillo de Ódena es del año 957, cuando Sala de Conflent, fundador del monasterio de San Benito de Bages, hizo una venta a Eldegar y su mujer Oria de unas casas en el condado de Manresa dentro el cerco del castillo de Ódena. Las primeras noticias que se tienen de un señor del castillo datan del año 1040 en un convenio entre los hermanos Domnuç Bernat y Guillem Bernat de Ódena. Este actuó como señor del castillo de Ódena pero lo tenía en feudo condal y entre el rey y él había, posiblemente otro señor.
El castillo perteneció a la familia Ódena hasta el 1287. Guillermo II de Ódena lo vendió al vizconde Ramón Folc VI de Cardona. Así, los vizcondes de Cardona ampliaban sus dominios a la Cuenca de Ódena. En 1295, Ramón Folc VI de Cardona vendió al infante Pedro el derecho alodial y el dominio mayor que tenía en el castillo de Ódena. A la muerte del infante Pedro en 1298 el castillo y la villa de Ódena fueron vendidos al rey Jaime II por 10.000 sueldos. Finalmente sin embargo, el rey Jaime II de Aragón vendió al vizconde de Cardona Hugo I el castillo de Ódena con todos los derechos que tenía, así que su hijo Hugo II y su madre negaron los derechos reales sobre el castillo. En consecuencia, el rey, Alfonso IV de Aragón el Benigno envió el somatén del veguer de Manresa contra el señor del castillo de Ódena. El castillo fue de dominio real directo hasta que en 1347 la corona vendió la jurisdicción y los imperios del castillo a Hugo II de Cardona. En el fogaje dimanado de 1359 consta: «Castillo Dodena, 52 fuegos». A pesar de incidentes posteriores, el castillo permaneció en poder de los vizcondes de Cardona y sus sucesores, los Medinaceli hasta el fin de las jurisdicciones señoriales en el siglo XIX.
El castillo de Ódena estuvo enfeudado por los condes de Barcelona a la familia Castellvell, dominio que se constata en el año 1121 y que terminará en 1314.
En la actualidad el castillo es de propiedad municipal.

## Arquitectura
Del castillo de Ódena queda una torre albarrana (es decir, construida en el exterior de los muros de la fortificación), unos restos de murallas y una balsa para recoger las aguas pluviales, construida en época moderna.
La torre está formada exteriormente por un poliedro de once caras que forma una pirámide truncada. Interiormente es circular. Las caras exteriores oscilan entre 225 a 240 cm en la base y 205 a 225 cm en el cabecero. El grosor de las paredes es de 244 cm. La altura, 10,28 m. Se accede al interior de la torre a través de una puerta adintelada abierta al nivel de primer piso ya una altura de unos 3,65 m del nivel del suelo. Estaba dividida en tres pisos, el más bajo debía ser originalmente una cisterna y después una prisión. El aparato es regular y bien esquinado, dispuesto en hiladas bien alineadas.
Teniendo en cuenta la estructura, los rasgos generales de construcción, la torre se puede fechar en el siglo XII o al inicio del XIII.